# آسینیبوئیا، ساسکاچوان
آسینیبوئیا، ساسکاچوان (به انگلیسی: Assiniboia, Saskatchewan) یک شهرک در کانادا است که در ساسکاچوان واقع شده‌است.

## خصوصیات
آسینیبوئیا ۲٬۴۱۸ نفر جمعیت دارد.